# Demografía de Japón
La demografía de Japón incluye densidad de población, etnia, nivel de educación, salud de la población, estatus económico, afiliaciones religiosas, y otros aspectos de la población.
El envejecimiento de la población en Japón se ha acentuado en las últimas décadas del siglo XX y se ha hecho característico de un país muy desarrollado donde la tasa de crecimiento demográfico es negativa, más defunciones y menos nacimientos.
A fecha del censo más reciente, febrero de 2003, la población de Japón era de 128.057.352; para mayo de 1999 la población estimada era de 127.300.000; haciendo de este el 11.º país más poblado del mundo. Su gran población es atribuida a las grandes tasas de crecimiento en los siglos XIX y XX.
La población de Japón, 128.548.720 personas, experimentó una rápida tasa de crecimiento durante el siglo XX, como resultado de cambios científicos, industriales, y sociales. El crecimiento poblacional ha decrecido recientemente debido a una disminución en la tasa de natalidad. 
El alto grado de saneamiento y estándares de salud han hecho que Japón posea uno de los más altos índices de esperanza de vida en el mundo, 81,25 años para el 2006. Pero la población comenzó a disminuir en el 2005, cuando los 1.067.000 nacimientos fueron superados por la cantidad de 1.077.000 de muertes anuales.

## Población

### Población total
124 352 000 (2023)

## Censo
Japón recoge la información del censo cada cinco años desde 1920. El ejercicio es dirigido por la Oficina de Estadística del Ministerio de Asuntos Internos y Comunicaciones.

### Densidad de población

Densidad de población de Japón. Mapa por prefectura a fecha de 2009:
0–100 hab./km²
101–200 hab./km²
201–300 hab./km²
301–400 hab./km²
401–500 hab./km²
500–1000 hab./km²
1000–5514 hab./km²

- Año 0 : 3 millones de habitantes .
- Año 1000 : 7,5 millones .
- Año 1500 : 15,5 millones.
- Año 1600 : 19,7 millones.
- Censo año 1721: 26065400 ha.
- Censo año 1846: 26907600 ha.
- Censo año 1872: 33110800 ha.
- Censo año 1910: 49588800 ha.
- Censo año 1920: 55963100 ha.
- Censo año 1930: 64450000 ha.
- Censo año 1940: 71933500 ha.
- Censo año 1955: 89275500 ha.
- Censo año 1960: 93418501 ha.
- Censo año 1965: 98275000 ha.
- Censo año 1970: 103720100 ha.
- Censo año 1975: 111939600 ha.
- Censo año 1980: 117060400 ha.
- Censo año 1995: 126358072 ha.
- Censo año 2000: 127522716 ha.
- Censo año 2005: 128320237 ha.

| Gráfica de evolución demográfica de Japón entre 0 y |
|                                                     |

## Distribución urbana

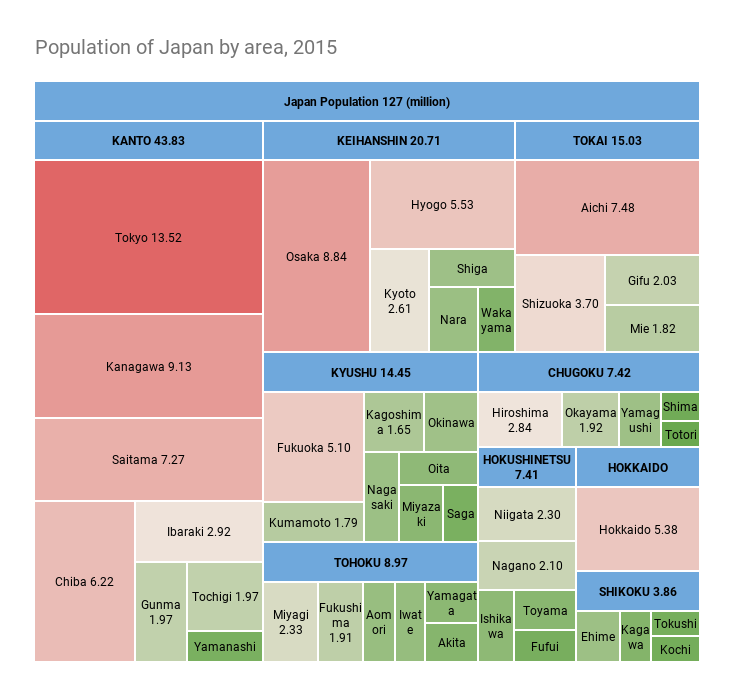
Distribución de la población por Regiones (tonos azules) y Prefecturas (rojo: más poblados, verde: menos)
KANTO, KEIHANSHIN y TOKAI son las tres áreas metropolitanas más grandes que tienen aproximadamente 2/3 de la población total de Japón.

Japón es una sociedad megalopolitana con sólo un 5% de la población trabajadora relacionada con la agricultura. Muchos agricultores buscan trabajos a tiempo parcial cerca de las megalopolis para aumentar sus ingresos. Cerca de 80 millones de personas dentro de la población megalopolitana se concentran en la costa pacífica de Honshū y al norte de Kyūshū. El área megalopolitana de Tokio (no confundir con el Área del Gran Tokio) tiene aproximadamente 37 millones; Osaka 19 millones; Nagoya 8.762.296; Sapporo 1.854.837; y Fukuoka con 4.651.644 
El Área del Gran Tokio es la amplia área megalopolitana de Tokio, y es el área metropolitana con mayor población en el mundo, comprende el centro de Tokio y las prefecturas de Chiba, Kanagawa y Saitama con más de 34 millones de habitantes en 2008, existen muchos barrios fuera de las prefecturas, pero la Oficina de Estadísticas de Japón usa la definición alternativa del área con 50 kilómetros extra de la Oficina Metropolitana del Gobierno de Tokio en Shinjuku, quedando la población estimada en 36 millones personas en 2005.

## Idioma
La sociedad japonesa es lingüísticamente homogénea, con una pequeña población de coreanos (600.000), chinos/taiwaneses (500.000), brasileños (300.000 - la mayoría de los cuales son étnicamente japoneses), y filipinos (190.000). Japón posee grupos minoritarios indígenas como los ainu (que poseen un idioma en riesgo de desaparición) y los ryukyuenses, y grupos sociales minoritarios como los burakumin. El japonés posee numerosos dialectos, un par de ellos tan incomprensibles que pueden ser considerados lenguas; el estándar lo ofrece sin embargo el dialecto de Tokio. La ciudadanía japonesa es conferida bajo el criterio ius sanguinis, por lo que muchos grupos minoritarios monolingües del idioma japonés con frecuencia residen en Japón por generaciones bajo el estatus de residencia permanente sin adquirir la ciudadanía en su país de nacimiento, aunque legalmente se les permita hacerlo, cerca de 10 000 coreanos chamados renuevan su ciudadanía cada año. Aproximadamente un 99 % de la población es completamente japonesa (aunque técnicamente esto incluye a todas las personas naturalizadas sin importar su raza), y el 99% de la población habla japonés como su primer idioma.

## Grupos inmigrantes
Japón posee cerca de 200.000 residentes de Europa (incluyendo la creciente presencia de europeos orientales y rusos a finales de los años 80 a años 90 que vinieron a obtener permisos de trabajo en Japón) y estadounidenses nacionalizados, en su mayoría residentes temporales y un pequeño grupo de ciudadanos naturalizados. Japón posee una población relativamente pequeña de inmigrantes chinos, filipinos, indonesios, tailandeses y vietnamitas, la mayoría de los cuales llegaron en los años 1970, y que llegó a su punto máximo en los años 80. La tasa de inmigrantes asiáticos, aunque pequeña en número comparada con la de inmigrantes asiáticos en Europa o Estados Unidos, se mantiene constante al presente. En los años 90 y a principios del siglo 21, los diplomáticos japoneses firmaron tratados con países del subcontinente indio para obtener aproximadamente 50.000 trabajadores temporales provenientes de sitios como Bangladés, Irán, Afganistán, Pakistán e India para que trabajasen en Japón. De forma similar, se firmaron tratados con países de América Latina para recibir trabajadores invitados de países como Brasil, Perú, Ecuador y México.

## Tasa de natalidad

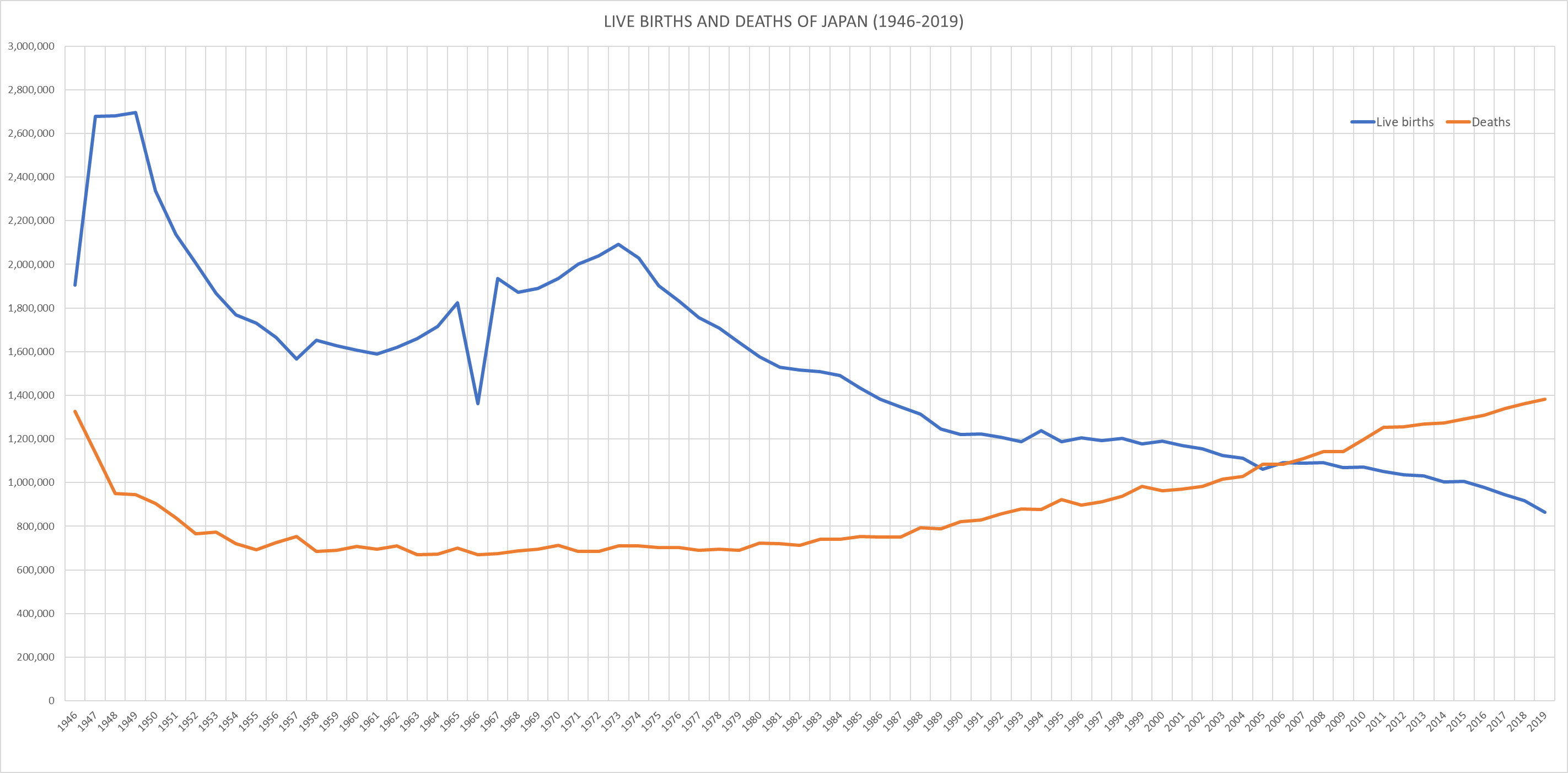
Tasas de nacimiento y defunción de Japón desde 1946.

En febrero del 2007, los demógrafos, al igual que el gobierno japonés, anunciaron que en el 2006 ocurrió el crecimiento más significativo en la tasa de natalidad desde hacía cuatro décadas. La nación tuvo alrededor de 33.500 nacimientos ese año, una seña de un pequeño, pero significativo, crecimiento en la población japonesa, uno de los países con mayor tasa de envejecimiento y menor tasa de natalidad de los países desarrollados en el mundo. Muchos demógrafos están de acuerdo en que la preocupación general por una población que envejecerá rápidamente en las próximas cinco décadas pone en tensión el crecimiento económico y la estabilidad social, aunque otros discrepan alegando que Japón no es un país altamente poblado en términos de densidad de población.

## Densidad de población

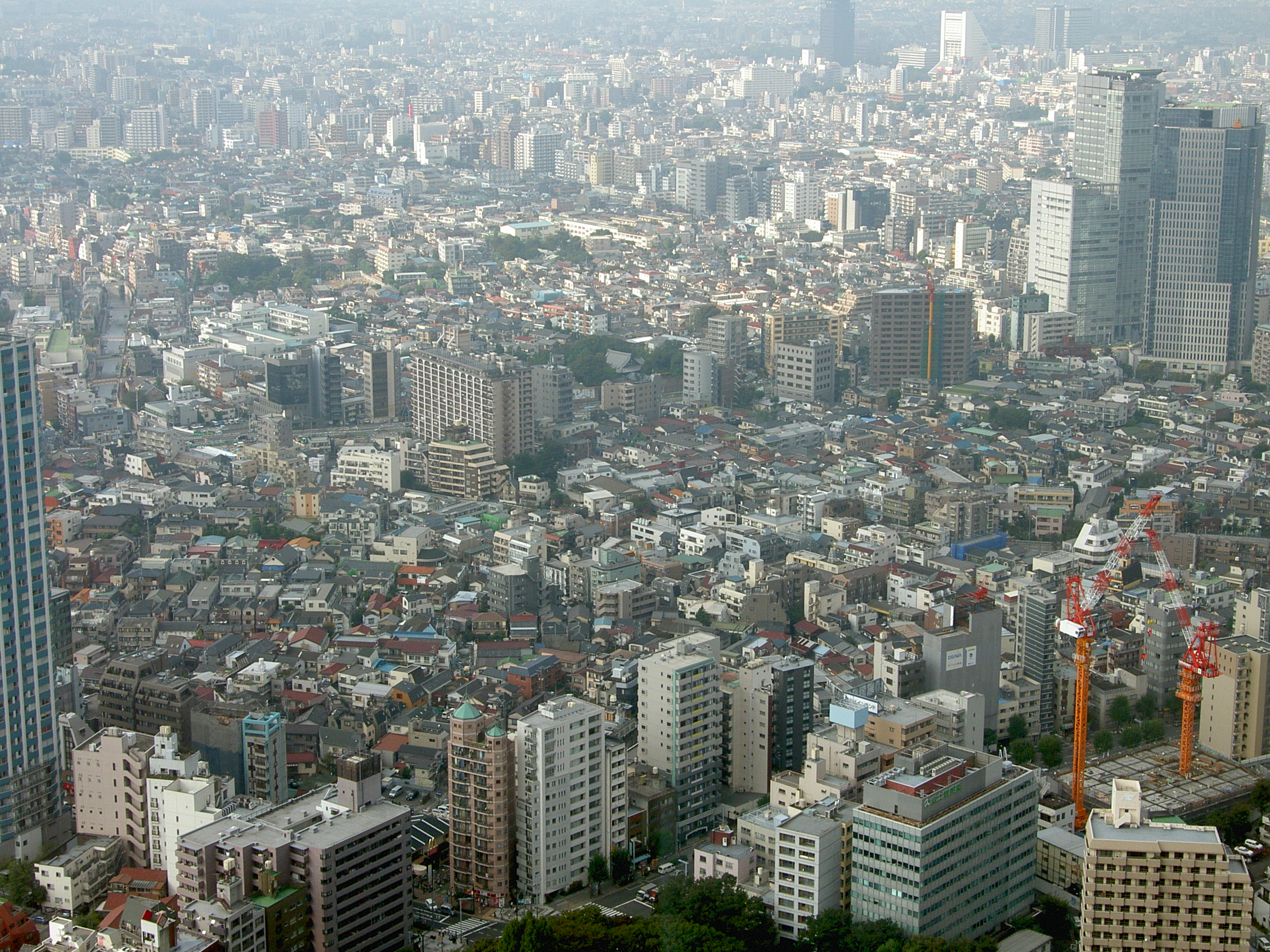
Las áreas más densamente pobladas de Japón son las grandes áreas urbanas como Tokio en la imagen.

La densidad de población de Japón es de 340 personas y media por kilómetro cuadrado de acuerdo con el Informe de Estado sobre el Estado de las Poblaciones Mundiales de las Naciones Unidas para julio del 2009. Esto ubica a Japón en el puesto número 30 de la lista de países por densidad de población, justamente por delante de la India (336 por km²), y directamente detrás de Bélgica (391 por km²). La densidad de población de Japón ha ayudado a promover precios extremadamente elevados en la cotización de terrenos. 
Entre 1955 y 1989, los precios de las tierras de las 6 metropolis más grandes se incrementaron en un 15.000%. Los precios de los terrenos metropolitanas se incrementaron un 40% de 1980 a 1987; en las 6 megalopolis más grandes, los precios se duplicaron en ese periodo. Para muchas familias, esta tendencia ha hecho que los precios de las casas en las metropolis centrales quede fuera de su alcance. 
Como resultado, muchos trabajadores tienen que viajar grandes distancias todos los días para ir al trabajo; los viajes para llegar al trabajo de más de dos horas son frecuentes en el área de Tokio. Después del año 2000, tras una década de reducciones en el precio de las tierras, muchos residentes se han mudado de vuelta a las metropolis centrales especialmente a los 23 Barrios Especiales de Tokio, como evidenció el censo del 2005. A pesar de la gran cantidad de áreas forestales en Japón, las zonas verdes en las metropolis son pequeñas en comparación con la mayoría de las megalopolis del Oeste Europeo y Norteamérica, que promedian 10 veces la cantidad de zonas verdes por habitante.
Los gobernantes nacionales y regionales dedican sus recursos a hacer que las metrópolis regionales y áreas rurales resulten más atractivas mediante el desarrollo de redes de transporte, servicios sociales, industriales, e instituciones educativas en un intento por descentralizar la población y mejorar la calidad de vida. Sin embargo, las grandes megalopolis, especialmente Tokio, y en menor grado Osaka, se mantienen como lugares atractivos para los jóvenes que van en busca de educación y empleo.

## Población por género
La mayor parte de la población japonesa son personas de sexo femenino, aunque la mayor parte de las mujeres en el país son personas de la tercera edad. En cambio los varones menores de 65 años de edad son mayoría y en franco crecimiento, es decir que la mayor parte en la población masculina en el país son personas que se encuentran en la edad juvenil y adulta. Su población es similar a la de Europa Occidental, con ciertas variaciones.

## Estructura de edades

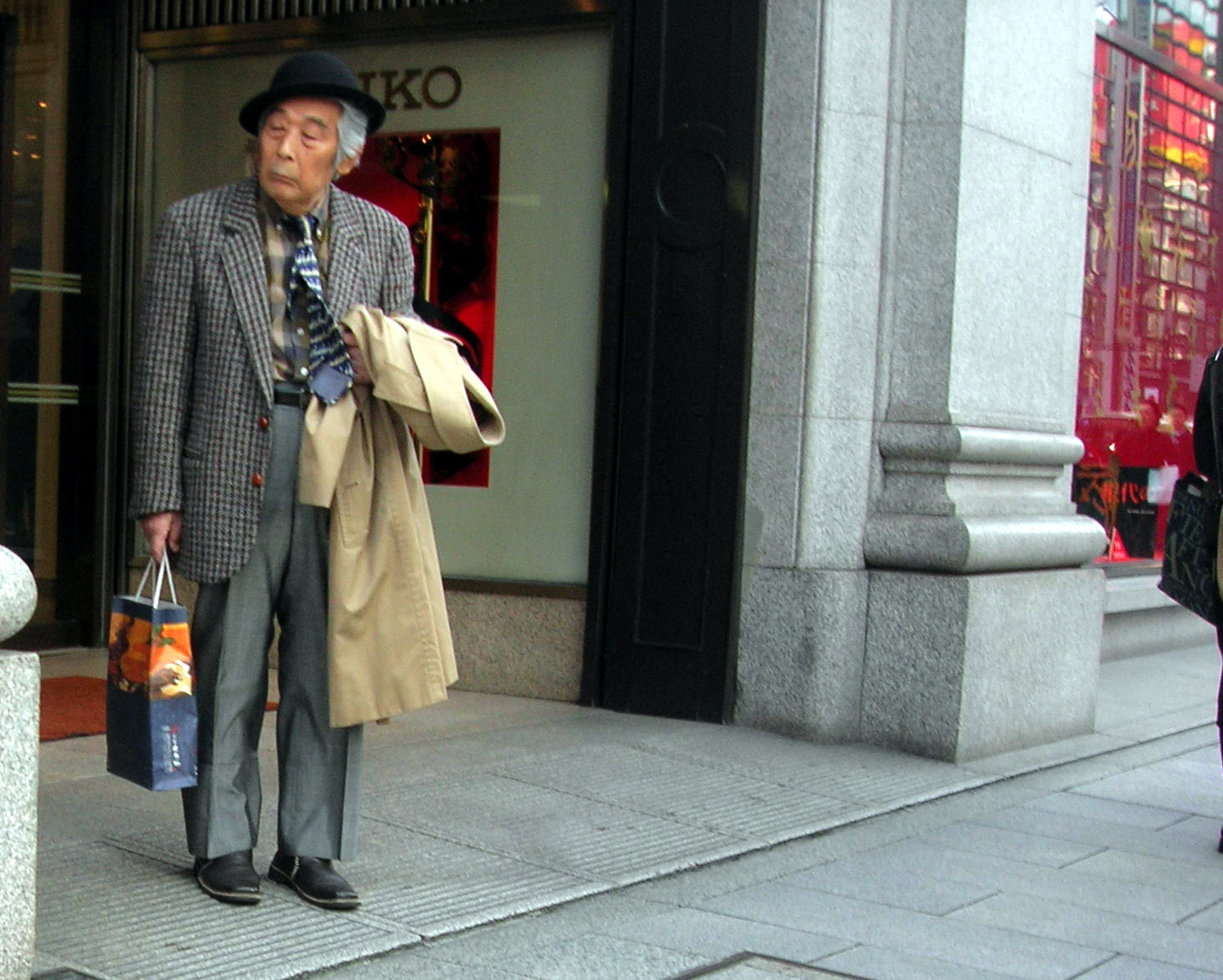
Se espera que para el 2030, la población japonesa de más de 65 años de edad represente un 25.6% del total de habitantes.

Como otros países postindustriales, Japón enfrenta problemas asociados con una población cada vez más envejecida. En 1989, solo un 11.6% de la población tenía sesenta y seis años o más, pero las proyecciones apuntan que el 2030 este grupo será de un 25,6%. Este cambio hará de Japón uno de los países con mayor cantidad de ancianos, y el cambio tendrá lugar en un período mucho menor al de cualquier otro país.
El envejecimiento de la población se debe a una combinación de factores como la baja fertilidad y una alta esperanza de vida. En 1993 la tasa de fertilidad era de 10,3 por cada 1.000 habitantes, y el promedio de nacimientos por mujeres a lo largo de su vida era menor de dos para finales de los años 1970 (el promedio estimado en 1993 fue de 1,5). 
Los principales métodos de control de natalidad en la sociedad japonesa son el preservativo y los abortos legales. Al igual que en los demás países más desarrollados, ciertos factores contribuyen a la tendencia hacia familias pequeñas: menos matrimonios, un incremento en la participación de la mujer en la fuerza laboral, pequeños espacios en las viviendas y el alto costo de la educación de los niños. 
La esperanza de vida en el nacimiento, 76,4 años hombres y 82,2 años mujeres para 1993, es la más alta en el mundo (La esperanza de vida para finales de la Segunda Guerra Mundial, tanto para hombres como para mujeres era de cincuenta años). La tasa de mortalidad para 1993 fue estimada en 7,2 por cada 1.000 habitantes. Las mayores causas de muerte son el cáncer, enfermedades cardíacas, y enfermedades cerebrovasculares, un patrón común en la mayoría de las sociedades postindustriales.
Para el 2025 la proporción de dependencia (la proporción es medida con base en la cantidad de habitantes menores de 15 años más aquellos con 65 años o más comparada con los habitantes que se encuentran entre quince y sesenta y cinco, indicando, de forma general, la proporción de habitantes dependientes en comparación con los que pueden formar parte de la fuerza laboral) se esperaba que fuera de dos dependientes por cada tres trabajadores. El envejecimiento de la población ya se hacía evidente por el decrecimiento de la fuerza laboral y la escasez de trabajadores jóvenes a finales de los años 80, con un potencial impacto en las prácticas laborales, los salarios y beneficios, y el rol de la mujer en la fuerza laboral. El incremento en la proporción de personas ancianas en la población también tiene un impacto significativo en el gasto gubernamental. Tan recientemente como en los años 70, los gastos en asistencia social ascendieron a solo un 6% del ingreso nacional japonés. En 1992, esta porción ascendió a un 18% del presupuesto, y se espera que para el 2025 represente un 25% del gasto nacional.
Además, la edad media de la población anciana estaba aumentando a finales de los años 80. La proporción de personas entre 65 y 85 se esperaba reflejara un incremento de 6% para 1985 y 15% para el 2025. Debido al incremento en las enfermedades crónicas con la edad, se espera que los sistemas de salud y de jubilación entren en un periodo de tensión, van a necesitar financiar los gastos sociales de una población que envejece. A mediados de los años 80 el gobierno comenzó a revaluar la carga relativa del gobierno y los sectores privados de salud y jubilación, y se establecieron políticas para controlar los gastos del gobierno en estos programas. 
El gobierno actualmente fomenta el establecimiento de facilidades como asilos de ancianos y centros de cuidado de niños para fomentar la incorporación de las mujeres en la fuerza laboral. Las altas esperanzas de vida alteran las relaciones generacionales, creando nuevas responsabilidades gubernamentales y cambiando aspectos significativos de la vida social.

## Migración
Cerca de 6 a 7 millones de personas cambiaron su lugar de residencia durante los años 80. Cerca del 50% de estos cambios ocurrieron en la misma prefectura; los otros fueron traslados desde una prefectura a otra. Durante el desarrollo económico de Japón en el siglo XX, y especialmente en los años 50 y 60, la migración se caracterizó por la urbanización a medida que aumentaba el número de personas de las zonas rurales moviéndose a grandes áreas megalopolitanas en busca de mejores trabajos y educación. Aunque la migración de las prefecturas rurales continuó a finales de los años 80, ésta disminuyó en comparación a las décadas anteriores.
En los años 80, las políticas del gobierno proveyeron soporte a los nuevos desarrollos urbanos alejados de las grandes ciudades, particularmente Tokio por su gran población, y a ayudar a las ciudades regionales a atraer gente joven para trabajar y vivir allí. Las ciudades regionales ofrecen familiaridad a aquellos de áreas circundantes, costos de vida más bajos, viajes más cortos al trabajo, y en general, una vida más relajada que la de las grandes ciudades. La gente joven continúa moviéndose hacia las grandes ciudades para asistir a universidades y buscar trabajo, sin embargo muchos regresan a las ciudades regionales o a sus prefecturas de origen.
Las estadísticas del gobierno muestran que en los años 80 un número significativo de personas dejó las grandes megalopolis (Tokio y Osaka). En 1988, más de 500.000 personas dejaron Tokio, lo que significó una pérdida neta de 73.000 habitantes para ese año. Osaka tuvo una pérdida neta de cerca de 36.000 para el mismo año. Sin embargo, las prefecturas que muestran el crecimiento neto más grande están localizadas cerca de los centros megalopolitanos más importantes, como la Prefectura de Saitama, Chiba, Ibaraki y Kanagawa alrededor de Tokio, y Hyogo Nara y Shiga cerca de Osaka y Kioto. Este patrón sugiere un proceso de suburbanización, la gente se aleja de las megalopolis para obtener viviendas asequibles pero continúan viajando a ellas en busca de trabajo y entretenimiento, a diferencia de la verdadera descentralización.
El éxito económico de Japón ha llevado al incremento de ciertos tipos de migración externa. En 1990, cerca de 11 millones de japoneses viajaron al extranjero. Más del 80% de estos viajes fueron de tipo turístico, especialmente a otras partes de Asia y Norteamérica. Sin embargo, cerca de 663.100 japoneses viven en el extranjero, aproximadamente 75.000 de los cuales poseen residencia permanente en otro país, más de seis veces el número de personas con ese estatus en 1975. 
Más de 200.000 japoneses viajaron al extranjero en 1990 por periodos extendidos de estudio, investigación o asignaciones de negocios. A medida que el gobierno y las corporaciones privadas han tensionado la internacionalización, gran número de individuos se han visto directamente afectados, disminuyendo la históricamente insularidad japonesa. A pesar de los beneficios de la experiencia de la vida en el extranjero, las personas que han vivido fuera de Japón por periodos extensos de tiempo, con frecuencia enfrenta problemas de discriminación a su regreso debido a que los otros no los consideran completamente japoneses. Para finales de los años 80, este problema, particularmente la intimidación a los niños que regresan a las escuelas, se convirtió en un problema público tanto en Japón como en las comunidades japonesas en el extranjero.

## Discriminación y minorías
La sociedad japonesa, con su ideología de homogeneidad, ha sido tradicionalmente intolerante a diferencias étnicas y de otro tipo. Las personas identificadas como diferentes pueden ser consideradas como "contaminación", categoría aplicada históricamente a los grupos marginados de Japón, particularmente a los hisabetsu buraku, "comunidades discriminadas", comúnmente llamadas burakumin, un término que algunos encuentran ofensivo, y aquellos que consideran no aptos para casarse o tener empleo. Los hombres y mujeres con ancestros mestizos, aquellos con ciertas enfermedades en el historial familiar, extranjeros, y miembros de grupos minoritarios, enfrentan la discriminación en la sociedad en diferentes formas.

### Residentes extranjeros
En 1991, había en Japón 1,2 millones de residentes extranjeros, menos del 1,0% de la población de Japón. De este número, 693.100 (cerca del 57%) eran de origen coreano y 171.100 (aproximadamente 14%) chinos. Muchas de estas personas eran descendientes de aquellos traídos a Japón tras la ocupación japonesa de Taiwán (1895-1945) y Corea (1905-1945) empleados como mano de obra barata en trabajos como la minería en el país.
Debido a que la ciudadanía japonesa estaba basada en la ciudadanía de los padres en vez del lugar de nacimiento, las generaciones subsiguientes no pasaban a ser japoneses automáticamente y debían estar naturalizados para poder reclamar la ciudadanía, a pesar de haber nacido y sido educados en Japón y hablar solamente japonés, como fue el caso de muchos chinos y coreanos en Japón.
Hasta finales de los años 80, las personas que solicitaban la ciudadanía se esperaba que utilizaran solamente la traducción japonesa de sus nombres, e incluso como ciudadanos, continuaban siendo discriminados en la educación, empleo y matrimonio. De ese modo, pocos escogían la naturalización, y enfrentaban restricciones legales como extranjeros, así como extremos prejuicios sociales. En contradicción, un pequeño pero notable grupo de inmigrantes brasileños (cerca de 250.000) también vivían en Japón, particularmente aquellos de ascendencia japonesa, los cuales eran tratados con mayor respeto. 
Todas las personas no japonesas se les requiere por ley registrarse con el gobierno y llevar consigo tarjetas de extranjero. Para principios de los años 80, un grupo de desobediencia civil fomentó el que los extranjeros se negaran a prestar las huellas dactilares requeridas en los registros cada cinco años. Los grupos opuestos a la toma de huellas dactilares argumentaban que era una práctica discriminatoria debido a que los únicos japoneses a los que se les tomaban las huellas dactilares eran a los criminales. 
Las cortes judiciales mantuvieron el uso de huellas dactilares a los extranjeros, pero las leyes cambiaron, y las huellas dactilares se comenzaron a tomar solo una vez a los extranjeros, en vez de en cada renovación del registro. Algunos coreanos, frecuentemente con el apoyo ya sea de Corea del Norte o Corea del Sur, procuraron enseñar a sus hijos el idioma, la historia y la cultura coreana. La mayoría de los coreanos en Japón, sin embargo, nunca han estado en la península de Corea y tampoco hablan coreano. 
Muchos están atrapados en un círculo vicioso de discriminación y pobreza en una sociedad que enfatiza la homogeneidad y la unicidad cultural. Otros asiáticos, también, ya sea estudiantes o residentes permanentes, enfrentan prejuicios y fuertes distinciones sociales. Los europeos, australianos y norteamericanos son tratados con mayor hospitalidad pero aun así encuentran difícil formar parte de la sociedad japonesa. La concienciación pública sobre los extranjeros dentro de la sociedad japonesa fue aumentando a finales de los años 80 en debates sobre la aceptación de los chinos y los vietnamitas refugiados, y la importación de población de filipinos y coreanos para trabajar en el país debido al envejecimiento de la población en los centros industriales.

### Hisabetsu Buraku

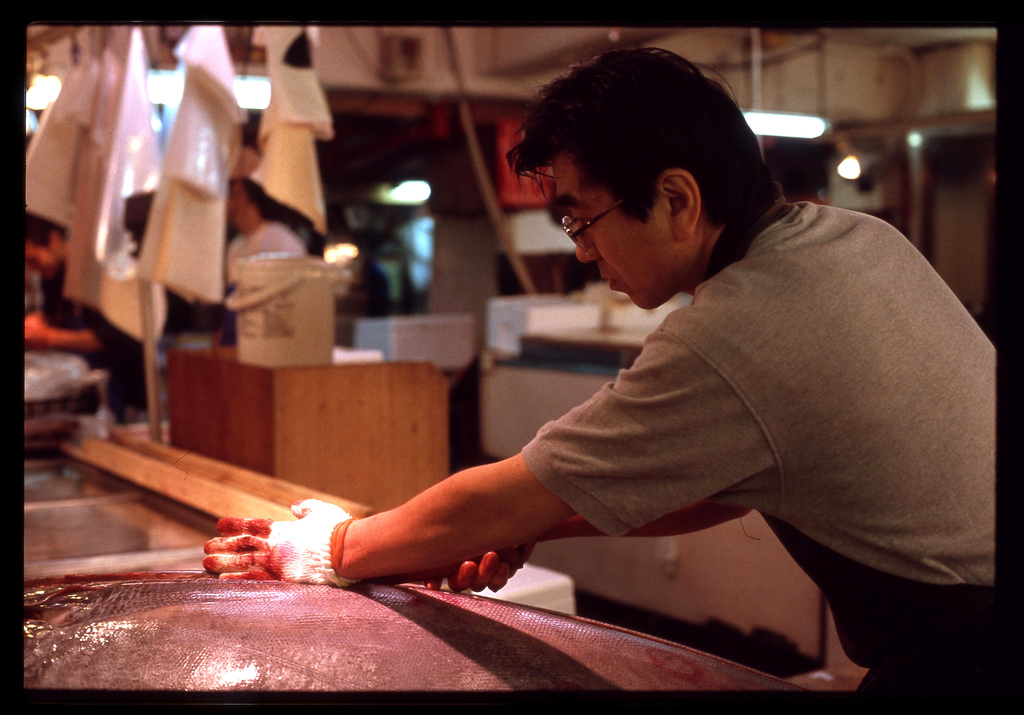
Los carniceros son categorizados con frecuencia por otros miembros de la sociedad japonesa como parte del grupo burakumin.

A pesar de las alegaciones de homogeneidad japonesa, pueden ser identificados tres grupos minoritarios en la sociedad japonesa. El más grande es el de los hisabetsu buraku o "comunidades discriminadas", también conocidos como burakumin. Estos descendientes hereditarios de grupos laborales marginados, como los carniceros, trabajadores del cuero, directores de funerales, y ciertos artistas, pueden ser considerados el análogo japonés de los dalit en la India. 
La discriminación contra estos grupos laborales se debe a las prohibiciones históricas del budismo contra la matanza y las nociones shinto de contaminación, así como los intentos gubernamentales de control social. Durante el periodo Edo, a estas personas se les requería vivir en buraku (barrios) especiales, y al igual que el resto de la población, eran limitados por las leyes suntuarias basadas en la herencia de la clase social. Durante la época Meiji, en 1871, el gobierno abolió la mayoría de los nombres peyorativos aplicados a estas comunidades discriminadas, pero las nuevas leyes tuvieron poco impacto real en la perspectiva de discriminación social de estos marginados y sus descendientes. Las leyes sin embargo, sí eliminaron el monopolio económico que poseían sobre ciertas ocupaciones y labores. Los buraku siguieron siendo tratados como un grupo social marginado y las pocas interacciones con la casta fueron vistas como tabú hasta finales de la Segunda Guerra Mundial.
Aunque los miembros de estas comunidades discriminadas son físicamente indistinguibles de los otros japoneses, estos usualmente viven en guetos urbanos o en aldeas tradicionales especiales localizadas en zonas rurales. Algunos intentan pasar desapercibidos como japoneses corrientes, pero la revisión de sus historiales familiares es con frecuencia parte de los arreglos matrimoniales y las solicitudes de empleo lo hacen difícil. El estimado de esta población es de 2 a 4 millones, o cerca del 2% al 3% de la población nacional.
Los japoneses comunes y corrientes alegan que el ser parte de estas comunidades discriminadas puede suponerse basándose en la localidad de su hogar familiar, ocupación, dialecto, peculiaridades, y a pesar de la igualdad legal continúan discriminando a personas que suponen forman parte de estas minorías. La pasada y actual discriminación en el país, tiene como efecto niveles educativos y socioeconómicos más bajos comparados con los de la mayoría de los japoneses.
Estos grupos suelen ser mucho menos conocido que cualquier otras etnias en Japón,por lo cual no se conoce casi nada de su cultura

### Ryukyuanos
El segundo grupo étnico más grande entre los ciudadanos japoneses son los ryukyuanos, habitantes de las Islas Ryukyu que han perpetuado el uso de un conjunto de lenguas propias (Lenguas ryukyuenses).

### Ainu

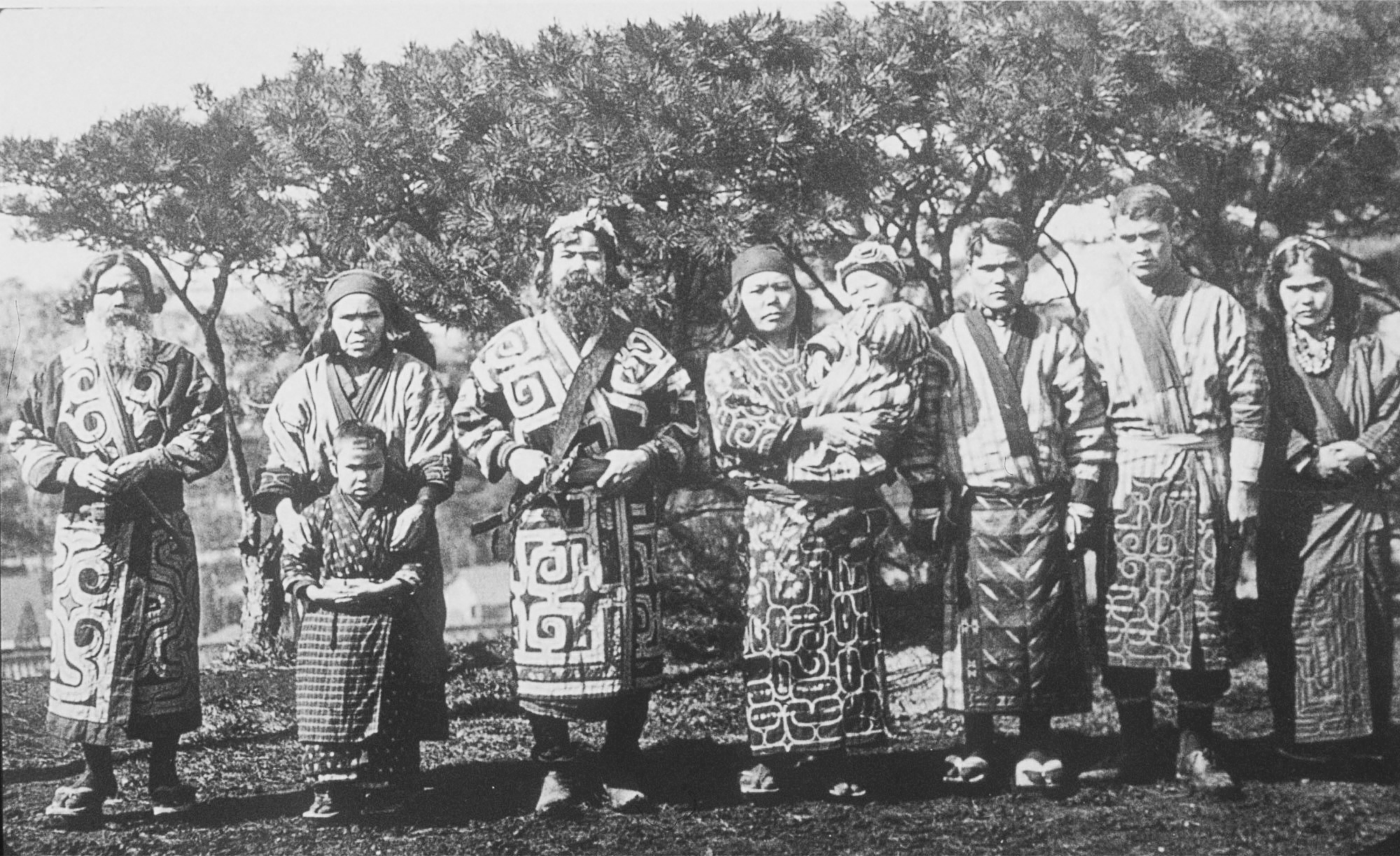
Imagen de un grupo ainu tomada en 1904.

El tercero de los grandes grupos minoritarios entre los ciudadanos japonés son los ainu, cuyo origen es desconocido, y cuyo lenguaje es aislado. Históricamente, los ainu eran una población cazadora indígena que ocupaba la mayor parte del norte de Honshū a finales del período Nara (710-794). Debido a la expansión de los asentamientos japoneses, los Ainu fueron empujados cada vez más hacia el norte, y durante la era Meiji fueron confinados por el gobierno en pequeñas áreas en Hokkaidō como la 51, de forma similar al establecimiento de los nativos norteamericanos en reservas. Caracterizado como remanente de una cultura circumpolar primitiva de origen caucásico o blanco, los poco menos de 20 000 ainus en 1990 fueron considerados racialmente diferentes y por ello no completamente japoneses. Las enfermedades y la baja tasa de natalidad disminuyó severamente su población durante las anteriores dos décadas, y la generalización del matrimonio mixto ha hecho que la población se haya mestizado casi por completo. 
Aunque, no usado diariamente, el idioma ainu se preserva en epopeyas, canciones e historias transmitidas oralmente a través de las generaciones. Se preservan aun ritmos de música distintivos, así como danzas y algunos festivales Ainu, pero en su mayoría solo como atractivos turísticos.

### Hāfu
La palabra hāfu (ハ ー フ, "mitad") se utiliza en japonés para referirse a alguien que es birracial, específicamente étnicamente mitad japonés. El designación emergió en los años 70 en Japón y ahora es el término más utilizado y preferido de auto-definición. La palabra procede de la palabra inglesa half que indica la mitad extrajera.
Uno de los términos más tempranos para referirse a "mitad japonés" era ainoko, refiriéndose a un niño nacido de una relación entre dos razas. Se emplea todavía en América Latina, en particular entre la población de origen japonés de Brasil (donde escrituras como ainoco, ainoca y ainocô aun se pueden encontrar), para referirse al mestizo (en el sentido español más amplio de raza mixta en general) o mestiço de una persona con un ancestro japonés. Sin embargo, evolucionó hacia un término global para el eurasiático o de herencia mixta asiático/mestizo, asiático/negro, asiático/árabe y asiático/indígena en general. Al mismo tiempo, es posible que las personas con poca ascendencia japonesa o asiática sean perceptibles solo por su fenotipo para identificarlas principalmente como negro, blanco o mestizo/pardo en lugar de ainoko, mientras que las personas con alrededor de un cuarto o menos de ancestros no asiáticos se pueden identificar como asiáticos.
Sin embargo, el ainoko encontró problemas sociales como la pobreza, la impureza y la discriminación debido al tratamiento negativo del hāfu en los años 40 en Japón. La palabra fue gradualmente reemplazada desde la década de 1950 por konketsuji (混血 児) que literalmente significa "hijo de sangre mixta".
Pronto, este también se convirtió en un término tabú debido a sus connotaciones despectivas como la ilegitimidad y la discriminación. Lo que era central en estas etiquetas eran el énfasis en la "impureza de la sangre" y la obvia separación de los medio-japoneses de la mayoría de los japoneses puros. Algunos padres de niños de etnia mixta que hablan inglés usan la palabra double (doble). Amerasian (amerasiático) es otro término para los niños de ascendencia mixta, especialmente aquellos nacidos de padres militares estadounidenses y madres japonesas desde los años 1940.
Del millón de niños nacidos en Japón en 2013, el 2,2% tenía uno o ambos padres no japoneses. Según el Ministerio de Salud, Trabajo y Bienestar de Japón, uno de cada 49 bebés nacidos hoy en Japón nacen en familias con un padre no japonés. La mayoría de los matrimonios mixtos en Japón se dan entre hombres y mujeres japoneses con los de otros países del este asiático, incluyendo China, Taiwán y Corea del Sur. También en el sudeste asiático hay poblaciones significativas de personas de ascendencia mitad-japonesa, especialmente en Filipinas, Indonesia, Malasia, Singapur y Tailandia.
El filme documental de 2013 Hafu trata sobre las experiencias de los hāfu viviendo en Japón y trata sobre los temas de identidad y los estereotipos que enfrentan.

## Datos demográficos
Población: 127.463.611 (estimado marzo del 2000), 47.062.743 en casas, 78.7% en áreas urbanas (marzo del 2000). Densidad de población: 329.5 personas por kilómetro cuadrado en el área total; 1.523 personas por kilómetro cuadrado en zonas habitables. Más del 50% de la población vive en solo un 2% del área total de Japón en las ciudades más pobladas. 

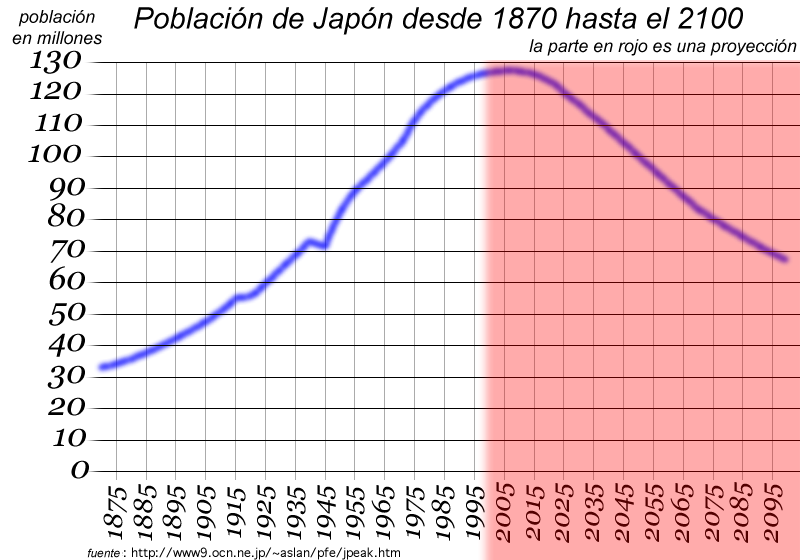
Cambios en la población de Japón desde el 1870 proyectados hasta el 2100.

Tasa de crecimiento de población: 
0.02% (2012 est.)
0.05% (2012 est.)
0.08% (2012 est.)
0.11% (2012 est.)
0.18% (2012 est.)
Tasa de natalidad:
9,37 nacimientos/1.000 habitantes (2012 est.)
9,47 nacimientos/1.000 habitantes (2012 est.)
9,56 nacimientos/1.000 habitantes (2012 est.)
9,61 nacimientos/1.000 habitantes (2012 est.)
9,96 nacimientos/1.000 habitantes (2012 est.)
Tasa de mortalidad:
9,16 muertes/1.000 habitantes (2012 est.)
8,95 muertes/1.000 habitantes (2012 est.)
8,75 muertes/1.000 habitantes (2012 est.)
8,55 muertes/1.000 habitantes (2012 est.)
8,15 muertes/1.000 habitantes (2012 est.)
Edades ternarias:
Hombres: 61.956.584
Mujeres: 65.122.095
0-14 años: 13,5% (hombres 8.804.465/mujeres 13.344.800)
15-64 años: 64,3% (hombres 41.187.425/mujeres 40.533.876)
65 años o más: 22,2% (hombres 11.964.694/mujeres 16.243.419) (2012 est.)
Hombres: 62.178.596
Mujeres: 65.254.898
0-14 años: 13,8% (hombres 9.024.344/mujeres 8.553.700)
15-64 años: 65,2% (hombres 41.841.760/mujeres 47.253.968)
65 años o más: 21% (hombres 11.312.492/mujeres 15.447.230)(2012 est.)
Hombres: 62.230.231
Mujeres: 65.233.380
0-14 años: 14,2% (hombres 9.309.524/mujeres 14.849.476)
15-64 años: 65,7% (hombres 42.158.122/mujeres 46.611.754)
65 años o más: 20% (hombres 10.762.585/mujeres 14.772.150) (2012 est.)
Proporción de sexos
por nacimiento: 1,05 hombre (s)/mujeres
menos de 15 años: 1,05 hombre (s)/mujeres
15-64 años: 1,01 hombre (s)/mujeres
65 años o más: 0,73 hombre (s)/mujeres
total de población: 0,95 hombre (s)/mujeres (2012 est.)
Tasa de mortalidad infantil: 
total: 3,24 muertes/1.000 nacidos vivos
hombres: 3,5 muertes/1.000 nacidos vivos
mujeres: 2,97 muertes/1.000 nacidos vivos (2012 est.)
Esperanza de vida: 
total de población: 81,25 años
hombres: 77,96 años
mujeres: 84,7 años (2006 est.)
Tasa de fertilidad total:
1,4 nacimientos/mujer (2006 est.)
VIH/SIDA - tasa de predominio en adultos:	
menos de un 0,1% (2004 est.)
VIH/SIDA - gente viviendo con VIH/SIDA:
12.000 (2003 est.)
VIH/SIDA - muertes:	
500 (2003 est.)
Gentilicio:
nombre: japonés (plural, japoneses), femenino: japonesa (plural, japonesas)
adjetivo: japonés
Grupos étnicos: 99,4% japoneses y 0,6% otros, en su mayoría coreanos, algunos chinos y vietnamitas. Los ainu, ryukyuenses y hisabetsu buraku constituyen los grupos minoritarios nativos de Japón. Japón es uno de los países más homogéneos del Mundo, y aunque muchos alegan (en su mayoría conjeturas) que los japoneses poseen un trasfondo mixto, nada se ha probado.
Ciudadanos extranjeros: Más de 2,5 millones, 14,9% en cinco años. 1 millón de norcoreanos y surcoreanos, 0,5 millones de chinos. 0,5 millones de filipinos, 250.000 brasileños, y algunos peruanos, estadounidenses, canadienses, británicos, indonesios, tailandeses, africanos, iraníes, rusos, entre otros.
Estatus de matrimonio:
Sobre 15: Hombres casados 61.8%, mujeres 58,2%. Hombres que nunca se han casado 31,8%, mujeres 23,7%.
25 - 29: Hombres que nunca se han casado 69,3%, mujeres 54,0%.
30 - 34: Hombres que nunca se han casado 42,9%, mujeres 26,6% (julio del 2000).
Religión: Las dos religiones principales son el sintoísmo (religión autóctona animista basada en la veneración de los ancestros y de la naturaleza) y el budismo (84%). Muchos japoneses practican las dos. Aunque también se ven minoritarias confesiones cristianas, como los católicos (5%), anglicanos (5%) y pequeños grupos evangélicos (5%).  Véase Religión de Japón.
Tasa de migración:
0 emigrante (s)/1.000 habitantes (2006 est.)
Idioma: japonés. Énfasis en el inglés como segundo idioma, también se hablan algunas otras lenguas como, el ainu, hondo, nanto, dialectos kyushu. 
Alfabetización: 
definición: a la edad de 15 o más pueden leer y escribir 
población total: 99% (2002 est.)
hombres: 99% (2002 est.)
mujeres: 99% (2002 est.)